# Малкольм в центре внимания
«Ма́лкольм в це́нтре внима́ния» (англ. Malcolm in the Middle) — американский ситком, созданный Линвудом Бумером, и транслировавшийся на телеканале Fox с 9 января 2000 по 14 мая 2006 года.

## Персонажи

### Семья
- Малкольм (Фрэнки Муниз): главный персонаж сериала. Гений с IQ в 165 баллов и фотографической памятью. Обучается в классе для одарённых детей. Его интеллект, чувство отличия от других и большое эго становятся причинами множества проблем по ходу сериала.

- Лоис (Джейн Качмарек): мама 5 сыновей и жена Хэла. Главная черта характера — вечно командовать и управлять всеми сферами семьи. Она постоянно придумывает различные наказания в отместку различным проделкам сыновей.
- Хэл (Брайан Крэнстон): отец 5 сыновей и муж Лоис. Обладает экстраординарным характером, выбирая нетрадиционные способы для проведения времени с сыновьями.
- Фрэнсис (Кристофер Мастерсон): первый сын Лоис и Хэла. В начале сериала за проделки был отправлен в военную школу. После этого работал на Аляске, позже на ферме Отто. Женился на Пиаме.
- Риз (Джастин Берфилд): второй по возрасту сын. Он представляет собой несносного мальчишку, который всё время встревает в передрязки и различные драки.
- Дьюи (Эрик Пер Салливан) — почти самый младший сын. Обладает экстраординарным характером, имеет талант к музыке, играет на фортепиано, часто находит странные способы, чтобы заработать денег.
- Джейми (Джеймс и Лукас Родригес): пятый сын Лоис и Хэла, родившийся в конце 4 сезона. Несмотря на юный возраст, уже показывает некоторые привычки его братьев, такие, как воровство и неуважительное отношение к Лоис. Единственный из детей, способный победить Лоис.
- Ида (Личмен Клорис) — бабушка, мать Лоис. Озлобленная и жадная старуха, чтущая традиции славянских предков, эмигрировавших в Канаду.

### Другие персонажи
- Крэйг Фельдспар (Дэвид Энтони Хиггинс) — коллега Лоис. Он влюблён в Лоис ещё с первого сезона. Внешность — полный, с широким лицом, носит большие очки. Большой фанат комиксов.
- Пиама Тананахаакна (Эми Колигадо) — жена Фрэнсиса. Так же, как и у Лоис, у неё горячий характер.
- Стиви Кенарбан (Крэйг Ламар Трэйлор) — лучший друг Малкольма. Пользуется инвалидной коляской. У него сильная астма и только одно лёгкое, из-за чего он тяжело дышит, когда говорит.
- Абрахам «Эйб» Кенарбан (Гари Энтони Вильямс) — отец Стиви.
- Китти Кенарбан (Данги Меррин) — мать Стиви.
- Синтия (Реймонд, Таня) — подруга Малкольма, учившаяся с ним в классе «креллбойнов».
- Джессика (Панеттьер, Хейден) — ровесница Малкольма, нанята Хэлом в качестве няни. Любительница всеми манипулировать.

## Эпизоды
| Сезон | Сезон | Эпизоды | Оригинальная дата показа | Оригинальная дата показа |
| Сезон | Сезон | Эпизоды | Премьера сезона          | Финал сезона             |
| ----- | ----- | ------- | ------------------------ | ------------------------ |
|       | 1     | 16      | 9 января 2000            | 21 мая 2000              |
|       | 2     | 25      | 5 ноября 2000            | 20 мая 2001              |
|       | 3     | 22      | 11 ноября 2001           | 12 мая 2002              |
|       | 4     | 22      | 3 ноября 2002            | 18 мая 2003              |
|       | 5     | 22      | 2 ноября 2003            | 23 мая 2004              |
|       | 6     | 22      | 7 ноября 2004            | 15 мая 2005              |
|       | 7     | 22      | 30 сентября 2005         | 14 мая 2006              |

## Реакция

### Рейтинги
| Сезон | Премьера сезона       | Финал сезона     | Телесезон | Таймслот                                                         | Место по итогам телесезона | Средняя аудитория (в миллионах) |
| ----- | --------------------- | ---------------- | --------- | ---------------------------------------------------------------- | -------------------------- | ------------------------------- |
| 1     | 9 января 2000 года    | 21 мая 2000 года | 1999-2000 | Воскресенье в 8:30                                               | #18                        | 15.2                            |
| 2     | 5 ноября 2000 года    | 20 мая 2001 года | 2000-01   | Воскресенье в 8:30                                               | #22                        | 14.5                            |
| 3     | 11 ноября 2001 года   | 12 мая 2002 года | 2001-02   | Воскресенье в 8:30                                               | #25                        | 13.0                            |
| 4     | 3 ноября 2002 года    | 18 мая 2003 года | 2002-03   | Воскресенье в 9:00                                               | #43                        | 10.7                            |
| 5     | 2 ноября 2003 года    | 23 мая 2004 года | 2003-04   | Воскресенье в 9:00                                               | #71                        | 8.4                             |
| 6     | 7 ноября 2004 года    | 15 мая 2005 года | 2004-05   | Воскресенье в 7:30                                               | #99                        | 5.6                             |
| 7     | 30 сентября 2005 года | 14 мая 2006 года | 2005-06   | Пятница в 8:30 (1-11 эпизоды) Воскресенье в 7:00 (12-22 эпизоды) | #127                       | 3.8                             |

### Награды и номинации
Джейн Качмарек и Клорис Личмен были номинированы на прайм-тайм премию «Эмми» за каждый год участия в сериале; Личман выиграла награды в 2002 и 2006 годах. За время трансляции шоу выиграло семь премий «Эмми» и премию Пибоди.

## Адаптации
В 2013 году телеканал СТС выпустил российскую адаптацию сериала под названием «Супер Макс». Переснятый во многом покадрово, сериал вышел на экраны 20 июля 2013 и продлился один сезон в 20 эпизодов.